# Universidade de Stavanger
A Universidade de Stavanger (em norueguês:  Universitetet i Stavanger) é uma instituição pública de ensino superior, situada na cidade de Stavanger, na Noruega.

Foi fundada em 2005. Tem cerca de 12 000 estudantes e conta com 1 600 professores e funcionários.

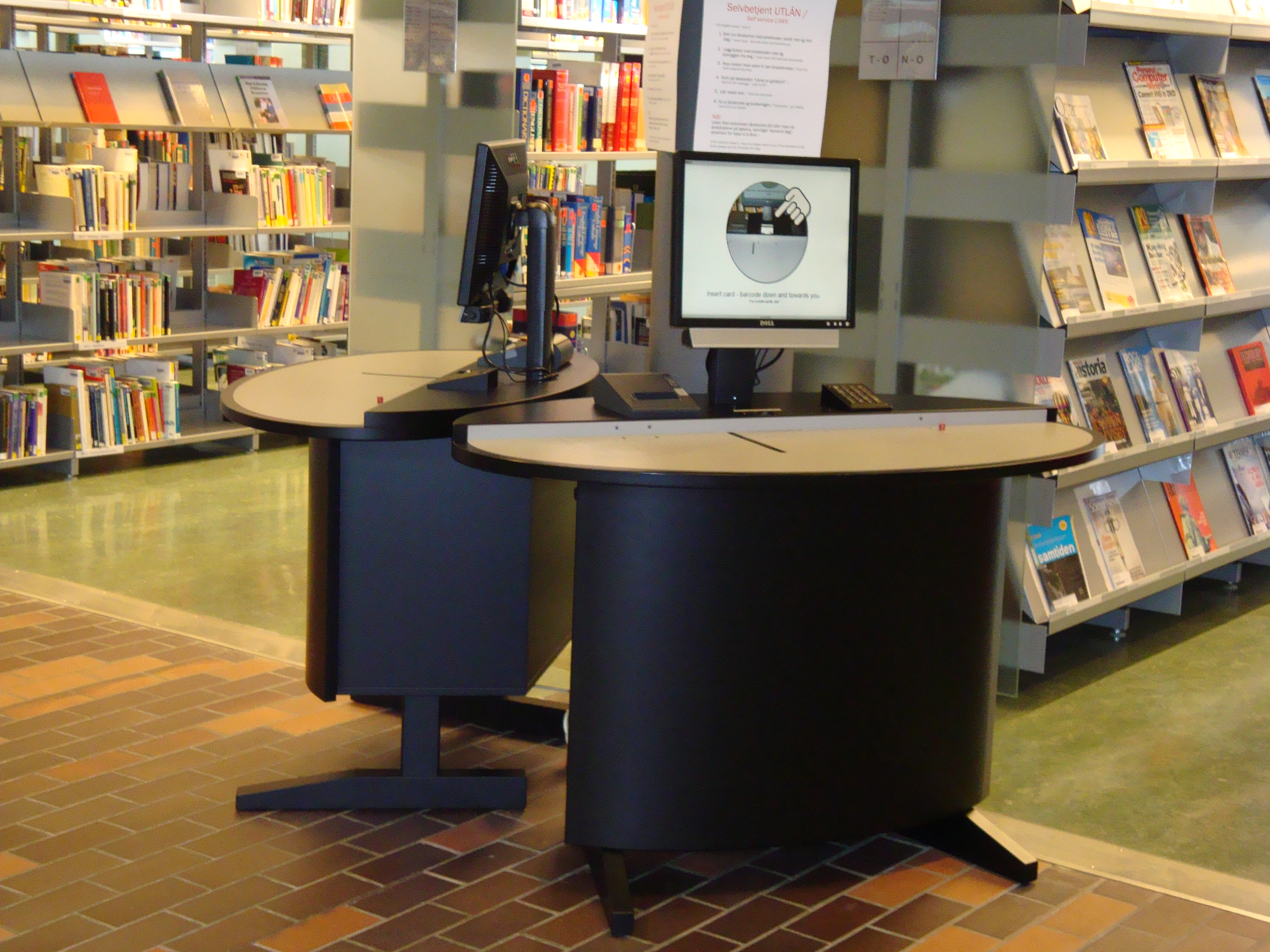
Biblioteca da Universidade de Stavanger
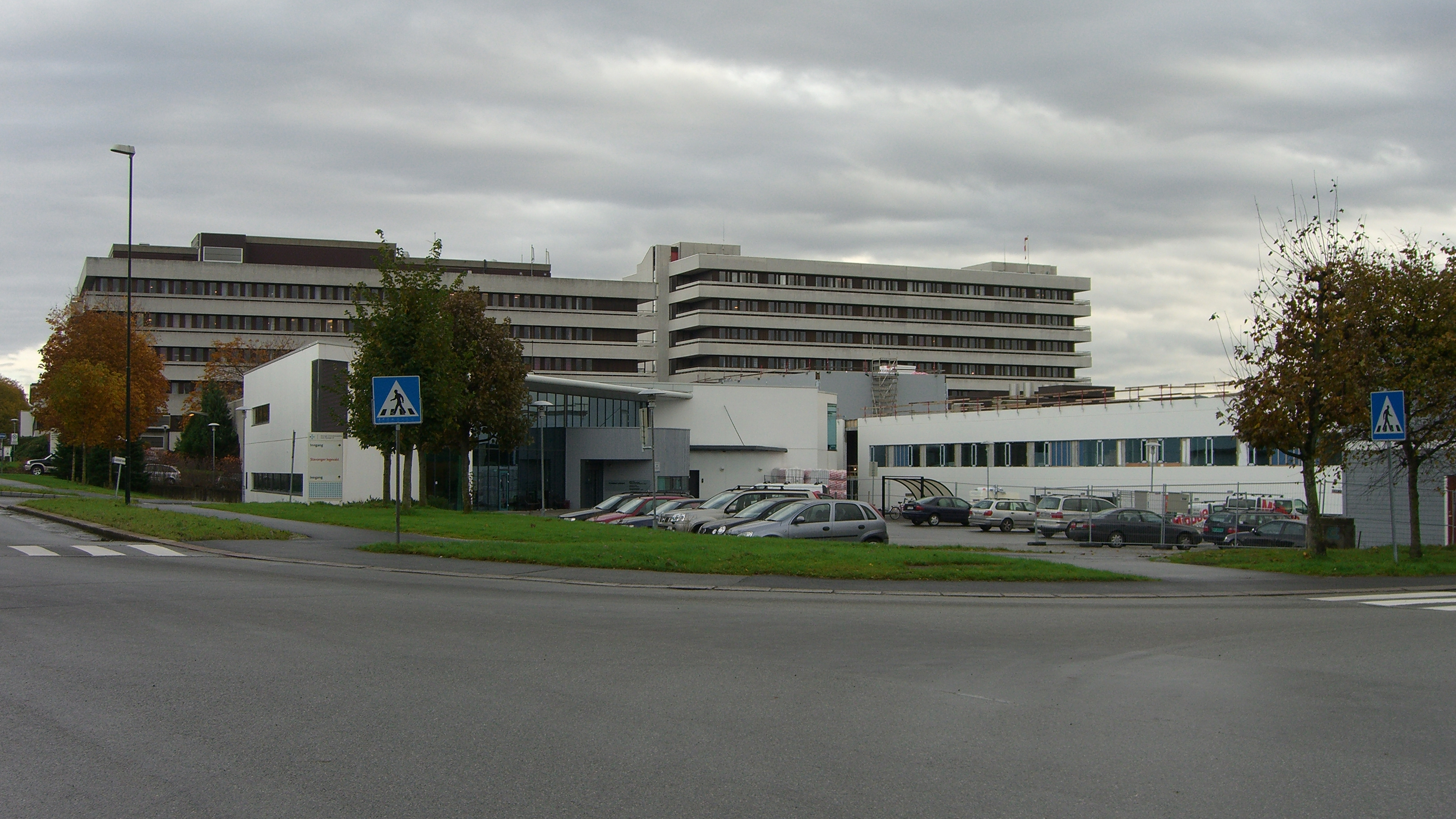
Hospital universitário de Stavanger
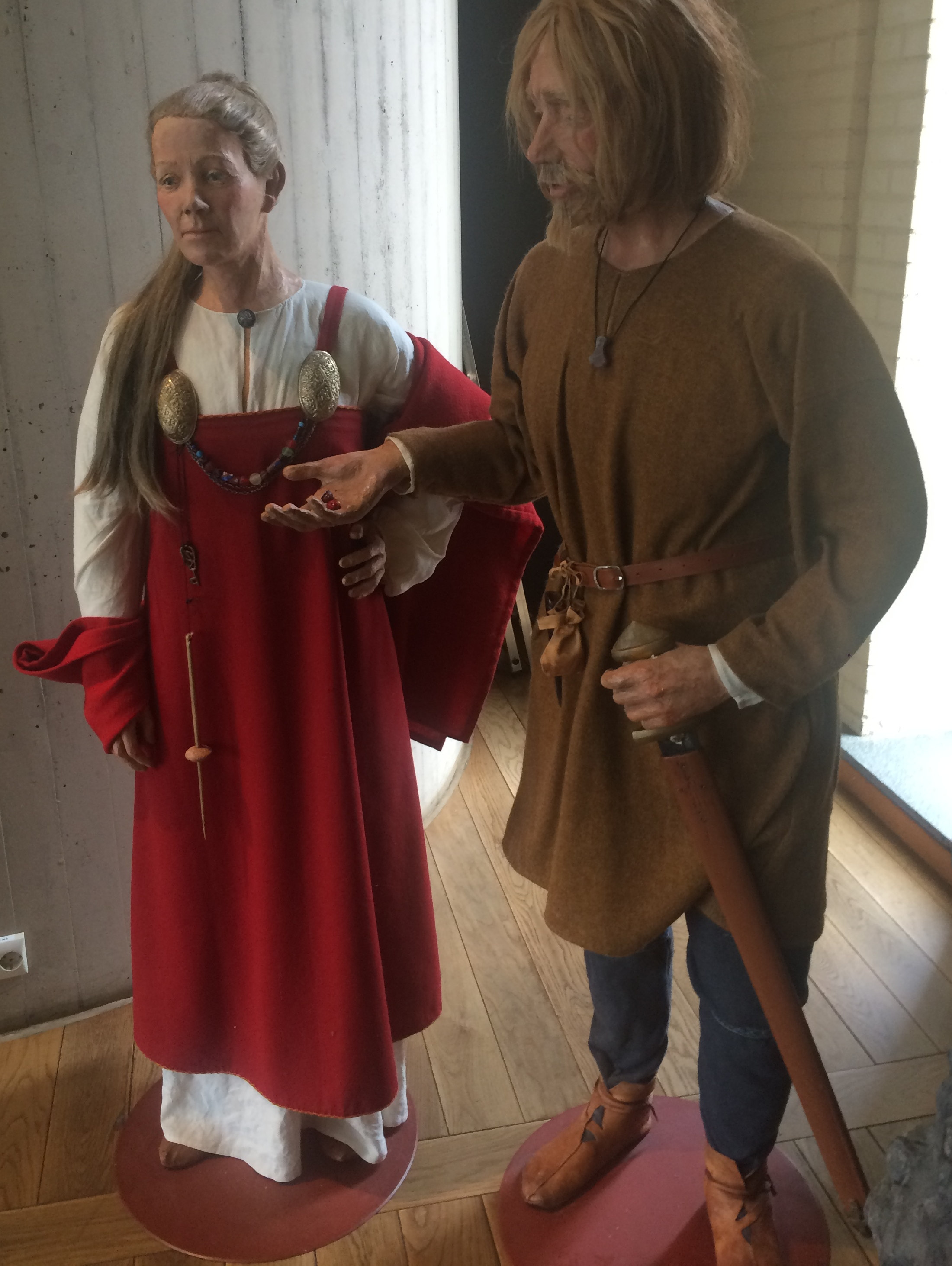
Museu Arqueológico – Vestuário viking de homem e mulher
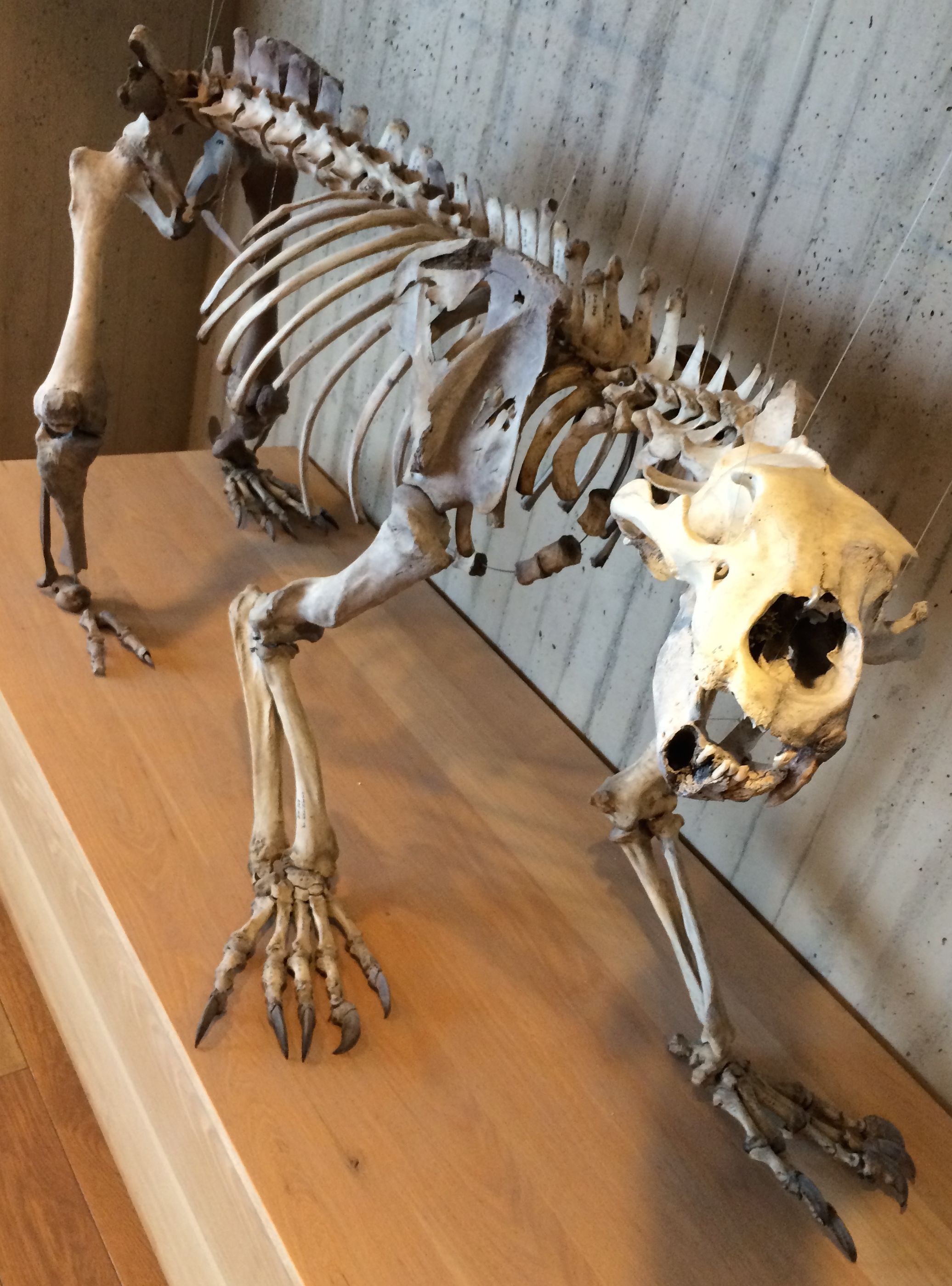
Museu Arqueológico – Esqueleto de urso polar de Judaberg